# 麥絲瑪拉

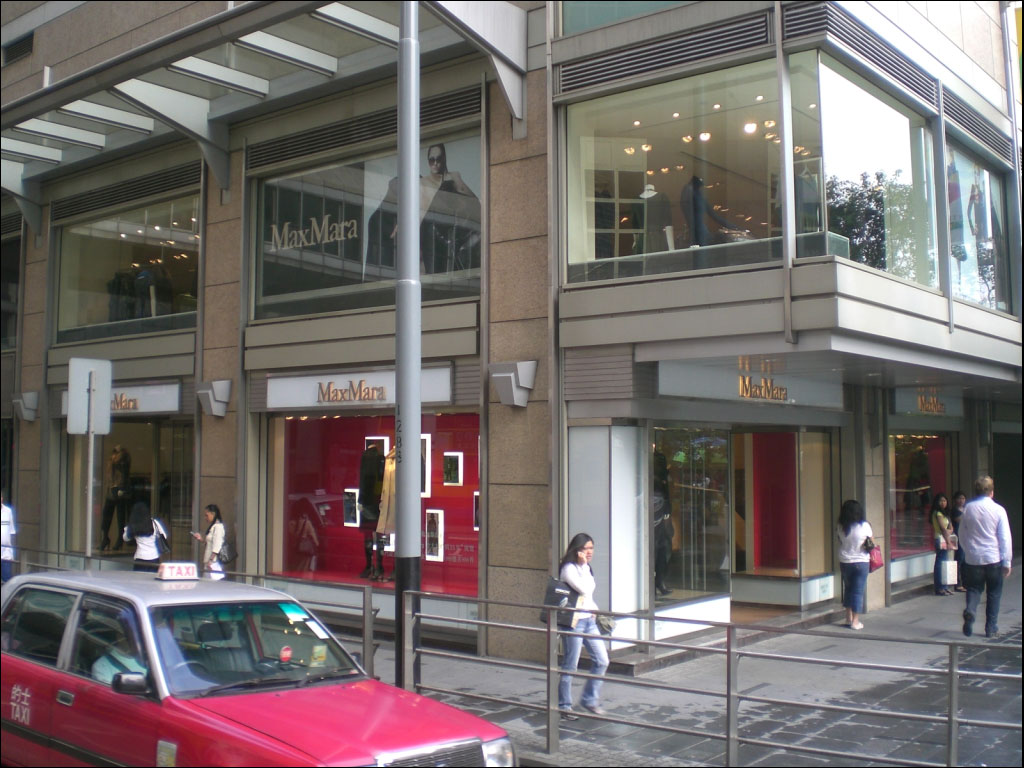
香港中环店

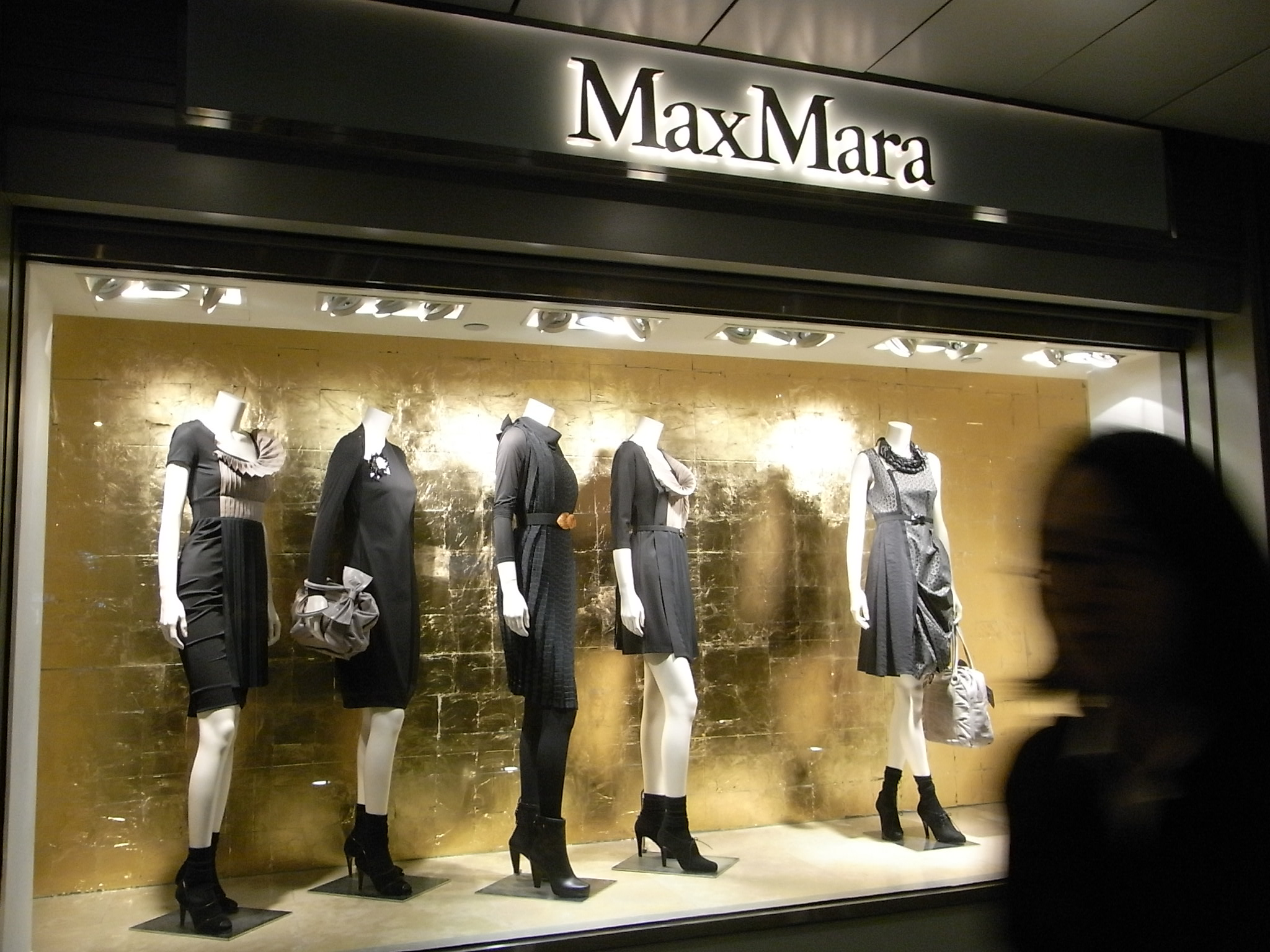
橱窗

麦丝玛拉（Max Mara） 是意大利的一家服装公司，1951年由阿希尔·马拉莫迪（Achille Maramotti）成立于雷焦艾米利亚。

## 历史
阿希尔·马拉莫迪（1927年1月7日 – 2005年1月12日）从1947年开始设计服装，1951年成立麦丝玛拉。现在该公司仍由马拉莫迪的后裔掌控。

## 品牌
该公司下共有35个品牌，除去Max Mara本身以外，比较著名的还包括Sportmax、Sportmax Code、Weekend Max Mara、Marella、Pennyblack、iBlues、Max & Co.和玛瑞娜·瑞娜迪（Marina Rinaldi）。

## 外部连接
- 官方网站